# Bunium persicum
Bunium persicum oder Knollenkümmel ist ein Doldenblütler, der als Gewürz und Heilpflanze verwendet wird. Seine taxonomische Stellung ist umstritten. Seine Teilfrüchte werden als „schwarzer Kumin“ bezeichnet.

## Systematik
Bunium persicum, Elwendia persica oder Carum persicum ist eine Pflanzenart aus der Gattung Knollenkümmel (Bunium) in der Familie der Doldenblütler (Apiaceae). Sie wurde vormals als Carum persicum der Gattung Kümmel (Carum) zugeordnet, wo sie einige Autoren auch behalten möchten.

## Beschreibung  und Ökologie
Bunium persicum wächst als ausdauernde, blassgrüne, vollständig kahle Pflanze. Der gerade, geriffelte Stängel erreicht Wuchshöhen von 40 bis 60 Zentimetern. Die Pflanze erreicht eine Wuchsbreite von 25 Zentimetern. Die Laubblätter sind zwei- bis dreifach gefiedert.
Der doppeldoldige Blütenstand besitzt 15 bis 20 Strahlen. Die relativ kleinen Blüten sind weiß. Die Bestäubung erfolgt durch Insekten oder Selbstbefruchtung.
Die Chromosomenzahl beträgt 2n = 14, seltener 22.

## Verbreitung
Das ursprüngliche Verbreitungsgebiet von Bunium persicum ist Afghanistan, der Iran, Kirgisistan, Tadschikistan und Turkmenistan sowie auf dem Indischen Subkontinent Jammu und Kashmir und Pakistan.

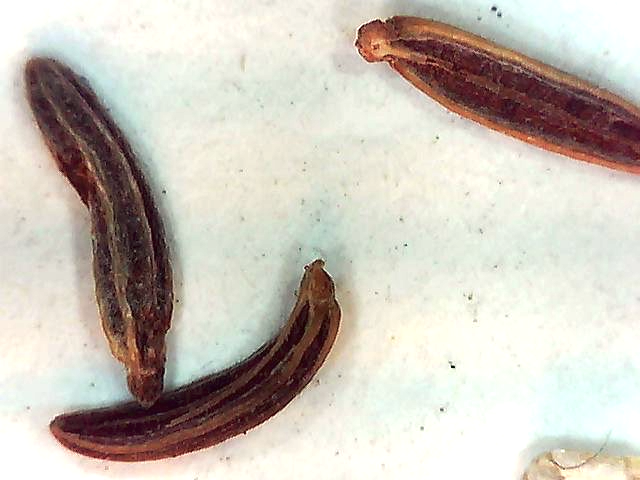
Samen von Shahi Kala Jeera aus dem Gewürzhandel

## Nutzung
Die Teilfrüchte (fälschlich als Samen bezeichnet) werden als Gewürz vor allem in Indien (Shahi Kala Jeera), Pakistan, Bangladesch, Afghanistan, Tadschikistan und Iran verwendet. Das Aroma ist erdig, nach dem Erhitzen nussig.